# Alex Essoe
Alexandra "Alex" Essoe, född 9 mars 1992, är en kanadensisk skådespelare.
Essoe har bland annat medverkat i TV-serien Midnight Mass från 2021. 2019 och 2020 medverkade hon i skräckfilmerna Doctor Sleep respektive Death of Me. År 2023 kommer hon att spela en av de ledande rollerna i filmen The Pope's Exorcist.

## Filmografi (i urval)
- 2019: Doctor Sleep
- 2020: Death of Me
- 2021: Midnight Mass
- 2023: The Pope's Exorcist